# Леонардо Шаша
Леонардо Шаша (італ. Leonardo Sciascia; [leoˈnardo ˈʃaːʃa]; 8 січня 1921, Ракальмуто, Сицилія — 20 листопада 1989, Палермо) — італійський письменник і громадський діяч, відомий насамперед своїми гостросюжетними романами про сицилійську мафію.

## Біографія
Шаша народився 8 січня 1921 року в Ракальмуто на Сицилії. Дебютував 1950 року збіркою віршів, про яку згодом позитивно відгукнувся П'єр Паоло Пазоліні. 1953 року йому була присуджена премія Луїджі Піранделло. 1975 року був обраний до міської ради Палермо як незалежний кандидат від Італійської комуністичної партії, але вийшов з неї через своє неприйняття будь-якої співпраці з Християнсько-демократичною партією. В 1979—1983 був членом італійського Парламенту. Пізніше був членом Європарламенту за списком Радикальної партії.
Як прозаїк працював переважно в жанрі Eurocrime. Книги Шаші часто викликали бурхливу полеміку — часом навіть на міжнародному рівні.
Помер 20 листопада 1989 року в Палермо.

## Екранізації
Багато творів Леонардо Шаші були екранізовані такими режисерами, як Еліо Петрі («Кожному своє», 1967; «Будь-яким способом», 1976), Даміано Даміані («День сови», 1968), Франческо Розі («Ясновельможні трупи», 1976), Джанні Амеліо («Відкриті двері», 1990) та ін.

## Вибрані твори
- 1950 — «Казки про диктатуру» / «Favole della dittatura»
- 1956 — «Церковні парафії Регальпетри» / «Le parrocchie di Regalpetra»
- 1960 — «Сицилійські родичі» / «Pirandello e la Sicilia»
- 1961 — «День сови» / «Il giorno della civetta»
- 1961 — «Антимоній» / «L antimonio»
- 1963 — «Єгипетська хартія» / «Il consiglio d'Egitto»
- 1964 — «Смерть інквізитора» / «La morte dell'inquisitore»
- 1966 — «Кожному — своє» / «A ciascuno il suo»
- 1971 — «Контекст» / «Il contesto»
- 1974 — «За будь-яку ціну» / «Todo modo»
- 1975 — «Палермські вбивці»
- 1976 — «Зникнення Майораны» / «La scomparsa di Majorana»
- 1978 — «Справа Моро» / «l'affaire Moro»
- 1977 — «Кандид» / «Candido, ovvero Un sogno fatto in Sicilia»
- 1979 — «Сицилія як метафора» / «La Sicilia come metafora»
- 1981 — «Театр пам'яті» / «Il teatro della memoria»
- 1989 — «Проста історія» / « Una storia semplice»

## Переклади українською
- Леонардо Шаша. Будь-яким способом. З італійської переклав Анатоль Перепадя // «Всесвіт», № 1, 1994[3].